# Широконоса източна змия
Широконосите източни змии (Heterodon platirhinos) са вид влечуги от семейство Смокообразни (Colubridae).
Разпространени са в източната част на Северна Америка.
Таксонът е описан за пръв път от френския зоолог Пиер-Андре Латрей през 1801 година.